# Megachile esseniensis
Megachile esseniensis är en biart som först beskrevs av Pasteels 1979.  Megachile esseniensis ingår i släktet tapetserarbin, och familjen buksamlarbin. Inga underarter finns listade i Catalogue of Life.